# Акбала Жангабылов
Акбала Жангабылов (16 июля 1896, Караозек, Кызылорда, Кзыл-Ординская область, Казахская ССР — 7 апреля 1946, Колкудык, Отырарский район) — кюйши, домбрист.
Наиболее известные кюи Акбалы: «Кертолгау» (1915—16), «Ай, киын болды-ау» (1932), «Ұлмекен», «Ықылас», «Айжанның жүpici», «Шаңқобыз» и другие. Из рода Тобыкты.